# دیوید نیون
جیمز دیوید گراهام نیون (انگلیسی: James David Graham Niven؛ زاده ۱ مارس ۱۹۱۰ – درگذشته ۲۹ ژوئیه ۱۹۸۳) هنرپیشه و مؤلف اهل بریتانیا بود.

## جوایز
- جایزه اسکار بهترین بازیگر نقش اول مرد بخاطر فیلم میزهای تک‌نفره (۱۹۵۸)
- جایزه حلقه منتقدان فیلم نیویورک برای بهترین بازیگر نقش اول مرد (۱۹۵۸)
- جایزه گلدن گلوب بهترین بازیگر مرد فیلم درام در شانزدهمین دوره (۱۹۵۸)
- جایزه گلدن گلوب بهترین بازیگر مرد فیلم موزیکال یا کمدی در یازدهمین دوره (۱۹۵۳)
- نامزد بهترین بازیگر مرد بریتانیایی در هشتمین دوره جوایز بفتا (۱۹۵۴)

## فیلم‌شناسی
- کلئوپاترا (۱۹۳۴)
- شورش در بونتی (۱۹۳۵)
- دادزوورث (۱۹۳۶)
- رز ماری (۱۹۳۶)
- چهار مرد و یک نیت خیر (۱۹۳۸)
- پرواز شناسایی (۱۹۳۸)
- مادر مجرد (۱۹۳۹)
- بلندی‌های بادگیر (۱۹۳۹)
- زن اسقف (۱۹۴۷)
- ماه آبی است (۱۹۵۳)
- دور دنیا در هشتاد روز (۱۹۵۶)
- مرد من گادفری (۱۹۵۷)
- میزهای تک‌نفره (۱۹۵۸)
- سلام بر غم (۱۹۵۸)
- توپ‌های ناوارون (۱۹۶۱)
- یاغی‌ها (۱۹۶۴)
- چشم شیطان (۱۹۶۶)
- کازینو رویال (۱۹۶۷)
- پلنگ صورتی (۱۹۶۷)
- مغز (۱۹۶۹)
- پیش از آمدن زمستان (۱۹۶۹)
- چگونگی زندگی آدمی (۱۹۷۰)
- تندیس (۱۹۷۱)
- شاه، بی‌بی، سرباز (۱۹۷۲)
- شمعدان (۱۹۷۷)
- مرگ بر روی نیل (۱۹۷۸)
- نفرین پلنگ صورتی (۱۹۸۳)